# ویکتوریا استادنیک
ویکتوریا استادنیک (به انگلیسی: Victoria Stadnik) ژیمناست زادهٔ ۲۵ نوامبر ۱۹۷۹ میلادی اهل کشور اوکراین است.